# Ulrika Widmark
Karin Ulrika Widmark, född 19 november 1903 i Söderhamn, död 23 september 1987 i Nacka, var en svensk barnboksförfattare, översättare folkskollärare och bokillustratör.
Widmark var dotter till majoren Einar Widmark och hans kusin Signe Widmark (dotter till Olof Widmark). Hon blev student vid Uppsala universitet 1922, avlade folkskollärarexamen i Kalmar 1924, tjänstgjorde 1924–1927 på Frimurarebarnhuset vid Kristineberg i Stockholm och var därefter anställd vid Stockholms folkskolor. Som illustratör bidrog hon med illustrationer till några av böckerna i Barnbiblioteket Saga.
Ulrika Widmark är begravd på Västra kyrkogården i Karlstad.